# Четыре элемента (триптих Циглера)
«Четыре элемента» («Четыре стихии», нем. Vier Elemente) — триптих немецкого художника Адольфа Циглера, считается одним из главных произведений национал-социалистического искусства, пользовался большой популярностью и был известен благодаря многочисленным репродукциям. Адольф Циглер с 1936 года возглавлял Имперскую палату изобразительных искусств, находившуюся в непосредственном подчинении министра пропаганды Йозефа Геббельса и осуществлявшую идеологический контроль художественного рынка Германии.
Триптих «Четыре элемента» состоит из широкой центральной части и двух более узких боковых полотен. Циглер создавал по-настоящему «народное» произведение во всех смыслах. Он пользовался проверенной техникой «старых мастеров» без какой-либо индивидуальности или экспрессивной выразительности и создал тщательно прописанные во всех деталях и фотографические точные, «ясные», в выражении того времени, четыре женских образа. Пространство, в котором на кафельном полу на каменном постаменте, сняв одежды, сидят, как скульптуры, обнажённые блондинки, выглядит неподвластным времени. Олицетворение четырёх основ жизни — огня, земли, воды и воздуха, женщины, одновременно «хранительницы расы», с их удлинёнными черепами, вполне могли бы служить иллюстрацией к расовым законам Третьего рейха.
Триптих впервые демонстрировался на Большой германской художественной выставке 1937 года, призванной продемонстрировать «правильное» современное искусство Третьего рейха, и в выставочном каталоге был помечен «не продаётся», поскольку предназначался для оформления интерьеров зданий НСДАП. 8 апреля 1938 года «Четыре элемента» были выкуплены за 30 тысяч рейхсмарок из партийной кассы Мартина Бормана, с этого момента украшали каминный зал в Фюрербау на мюнхенской Кёнигсплац, но не были доступны для осмотра публикой. По окончании Второй мировой войны «Четыре элемента» в числе других девяти сотен произведений искусства Третьего рейха в мае 1953 года были переданы в Баварские государственные собрания картин. Искусство Третьего рейха длительное время считалось табуизированным и не изучалось искусствоведами. Впервые за послевоенное время идею вернуть в музейные залы произведения эпохи национал-социализма выдвинул в 1987 году коллекционер Петер Людвиг, чем вызвал искусствоведческие дебаты о манипуляциях массами и музейном «очищении» художников-национал-социалистов, с одной стороны, и угрозе мистификации национал-социалистического искусства, с другой. Тем не менее, начиная с 1970-х годов «Четыре элемента» участвовал в нескольких специальных выставках, посвящённых критическому разбору искусства нацистской Германии. С 2013 года исследованием провенанса этих фондов занимается проект «Переводы из государственной собственности». С 2022 года «Четыре элемента» демонстрируется в постоянной экспозиции мюнхенской Пинакотеки современности, что вызвало скандал в немецкой культурной общественности. Художник Георг Базелиц потребовал изъять триптих кисти национал-социалистического художника из экспозиции художественного музея как оскорбляющий своё окружение.